# غونتر دي برين
غونتر دي برين (بالألمانية: Günter de Bruyn). هو كاتب ألماني. ولد عام 1926 في برلين. شارك دي برين في الحرب العالمية الثانية وقد أُسر فترة من الزمن. كما قضى بعض الوقت في أحد المستشفيات العسكرية. وبعد ذلك تم تدريبه ليصبح مدرساً في قرية صغيرة. ومنذ عام 1953 عمل في المعهد المركزي لشؤون المكتبات في برلين. ثم أصبح منذ عام 1962 كاتباًَ.

## أعماله
- حمار بوريدان «Buridans Esel» (رواية 1968).
- حياة جان باول فريدريش ريشتر «Das Leben des Jean Paul Friedrich Richter» (سيرة 1975).
- أبحاث ماركية. قصة لأصدقاء تاريخ الأدب (1978) «Märkische Forschungen. Ein Erzählung für Freunde der Literatur/geschichte»
- روعة جديدة «Neue Herrlichkeit» (رواية 1984).
- صيحات استحسان، تراتيل الحزن. حالات ألمانية «Jubelschreie, Trauergesänge. Deutsche Befindlichkeiten» (مقالات، شهادات 1991).
- حساب مبدئي. شباب في برلين «Zwischenbilanz. Eine Jugend in Berlin» (سيرة ذاتية 1992).

## روابط خارجية
- غونتر دي برين على موقع IMDb (الإنجليزية)
- غونتر دي برين على موقع مونزينجر (الألمانية)
- غونتر دي برين على موقع ميوزك برينز (الإنجليزية)
- غونتر دي برين على موقع كينوبويسك (الروسية)